# Bruktererpeton fiebigi
Bruktererpeton fiebigi è un tetrapode estinto, appartenente ai gefirostegidi. Visse nel Carbonifero superiore (Namuriano, circa 315 milioni di anni fa) e i suoi resti fossili sono stati ritrovati in Germania.

## Descrizione
Questo animale doveva assomigliare a una lucertola dalla testa piuttosto grossa. Le proporzioni corporee dovevano essere molto simili a quelle di altri rettiliomorfi primitivi come Eldeceeon, con 24 vertebre presacrali, un tronco piuttosto corto e zampe ben sviluppate. Il cranio era un po' più corto rispetto a quello di Eldeceeon e Gephyrostegus, mentre le zampe erano più allungate, in particolare ulna, radio, tibia e fibula.

## Classificazione
Descritto per la prima volta nel 1973, Bruktererpeton fiebigi è noto per fossili ben conservati provenienti dalla Germania centrale, risalenti al Namuriano (Carbonifero superiore). Bruktererpeton sembra essere strettamente imparentato a Gephyrostegus, un piccolo animale ritrovato in Repubblica Ceca, considerato vicino all'origine dei rettili. Queste due forme, insieme al nordamericano Eusauropleura, costituiscono la famiglia dei gefirostegidi, un gruppo dalla collocazione sistematica discussa, ma comunque nell'ambito dei rettiliomorfi.

## Paleobiologia
Le lunghe zampe di Bruktererpeton fanno supporre uno stile di vita compiutamente terrestre; probabilmente questo animale si spostava velocemente nelle foreste carbonifere a caccia di insetti.